# Jachin
Jachin (Hebreeuws: יכין , "Grondvester" of "Hij zal bevestigen") was volgens de Hebreeuwse Bijbel een zoon van Simeon en een van de 70 personen die naar Egypte migreerden met Jakob (Genesis 46:10; Exodus 6:15; Numeri 26:12).
Jachin was volgens een andere traditie in de Hebreeuwse Bijbel ook de naam van de eerste hogepriester van de tempel van Salomo (1 Kronieken 9:10). Naar hem zou de rechtse van de koperen zuilen, die opgesteld waren bij de voorhal van de hoofdzaal van de tempel van Salomo, zijn vernoemd (1 Koningen 7:21; 2 Kronieken 3:17). De linkerzuil had de naam Boaz.